# Санта-Круз Уорриорз
Санта-Круз Уорриорз (англ. Santa Cruz Warriors) — американский профессиональный баскетбольный клуб, выступающий в Западном дивизионе Западной конференции Лиги развития НБА. Команда базируется в городе Санта-Круз, Калифорния и является фарм-клубом «Голден Стэйт Уорриорз». Домашние игры играет на стадионе «Kaiser Permanente Arena». До переезда в Санта-Круз команда называлась «Дакота Уизардс» и базировалась в городе Бисмарк, штат Северная Дакота. За три года своего существования «Санта-Круз Уорриорз» трижды выходил в финал плей-офф лиги и одержал в нём победу в 2015 году.

## Статистика сезонов
| Сезон                     | Дивизион                  | Регулярный сезон          | Регулярный сезон | Регулярный сезон | Регулярный сезон | Плей-офф |                |                |                |
| Сезон                     | Дивизион                  | Место                     | В                | П                | В%               | Плей-офф |                |                |                |
| Дакота Уизардс            | Дакота Уизардс            | Дакота Уизардс            | Дакота Уизардс   | Дакота Уизардс   | Дакота Уизардс   | Дакота Уизардс                                                                                                   | Дакота Уизардс | Дакота Уизардс | Дакота Уизардс |
| ------------------------- | ------------------------- | ------------------------- | ---------------- | ---------------- | ---------------- | --- | -------------- | -------------- | -------------- |
| 2006-07                   | Восточный                 | 1-е                       | 33               | 17               | 66,0             | Выигрыш дивизионного финала (Су-Фолс) 115—113 Выигрыш финала Д-Лиги (Колорадо) 129—121 (OT)                      |                |                |                |
| 2007-08                   | Центральный               | 1-е                       | 29               | 21               | 58,0             | Проигрыш 1-о раунда (Су-Фолс) 101-89                                                                             |                |                |                |
| 2008-09                   | Центральный               | 2-е                       | 27               | 23               | 54,0             | Выигрыш 1-о раунда (Айова) 114—109 Проигрыш полуфинала (Делавэр) 103-93                                          |                |                |                |
| 2009-10                   | Восточный                 | 3-е                       | 29               | 21               | 58,0             | Проигрыш 1-о раунда (Остин) 2-1                                                                                  |                |                |                |
| 2010-11                   | Восточный                 | 4-е                       | 19               | 31               | 38,0             | |                |                |                |
| 2011-12                   | Восточный                 | 2-е                       | 29               | 21               | 58,0             | Проигрыш 1-о раунда (Бейкерсфилд) 2-0                                                                            |                |                |                |
| Санта-Круз Уорриорз       |                           |                           |                  |                  |                  | |                |                |                |
| 2012-13                   | Западный                  | 2-е                       | 32               | 18               | 64,0             | Выигрыш 1-о раунда (Форт-Уэйн) 2-0 Выигрыш полуфинала (Остин) 2-0 Проигрыш финала Д-Лиги (Рио-Гранде) 0-2        |                |                |                |
| 2013-14                   | Западный                  | 6-е                       | 29               | 21               | 58,0             | Выигрыш 1-о раунда (Лос-Анджелес) 2-0 Выигрыш полуфинала (Рио-Гранде) 2-1 Проигрыш финала Д-Лиги (Форт-Уэйн) 0-2 |                |                |                |
| 2014-15                   | Западный                  | 1-е                       | 35               | 15               | 70,0             | Выигрыш 1-о раунда (Оклахома-Сити) 2-0 Выигрыш полуфинала (Остин) 2-1 Выигрыш финала Д-Лиги (Форт-Уэйн) 2-0      |                |                |                |
| Всего в регулярном сезоне | Всего в регулярном сезоне | Всего в регулярном сезоне | 262              | 188              | 58,2             | 2006—2015 | 2006—2015      |                |                |
| Всего в плей-офф          | Всего в плей-офф          | Всего в плей-офф          | 17               | 12               | 58,6             | 2006—2015 | 2006—2015      |                |                |

## Связь с клубами НБА
Является фарм-клубом
- Голден Стэйт Уорриорз (2011—н. в.)

В прошлом был фарм-клубом
- Чикаго Буллз (2006—2007)
- Вашингтон Уизардс (2006—2011)
- Мемфис Гриззлис (2007—2011)

## Известные игроки
В клубе играли:
- Крис Джонсон (2010—2011, 2012—2013)
- Кэмерон Джонс (2012—2014)
- Сет Карри (2013—2014)
- Неманья Недович (2013—2014)
- Огньен Кузмич (2013—2015)
- Эллиот Уильямс (2014—2015)
- Каррик Феликс (2014)
- Джастин Холидей (2014)
- Маршон Брукс (2014)
- Джеймс Майкл Макаду (2014—2015)
- Фестус Эзели (2015)